# U-191
| U-191                      | U-191                                                                      | U-191                                                                      |
| -------------------------- | -------------------------------------------------------------------------- | -------------------------------------------------------------------------- |
|                            |                                                                            |                                                                            |
|                            |                                                                            |                                                                            |
|                            |                                                                            |                                                                            |
| Під прапором               | Третій рейх                                                                | Третій рейх                                                                |
| Спуск на воду              | 3 липня 1942 року                                                          | 3 липня 1942 року                                                          |
| Виведений зі складу флоту  | 23 квітня 1943 року                                                        | 23 квітня 1943 року                                                        |
| Сучасний статус            | затоплений                                                                 | затоплений                                                                 |
| Проєкт                     |                                                                            |                                                                            |
| Тип ПЧ                     | Дизельний підводний човен                                                  | Дизельний підводний човен                                                  |
| Основні характеристики     |                                                                            |                                                                            |
| Швидкість (надводна)       | 19 вузлів                                                                  | 19 вузлів                                                                  |
| Швидкість (підводна)       | 7,3 вузлів                                                                 | 7,3 вузлів                                                                 |
| Гранична глибина занурення | 230 м                                                                      | 230 м                                                                      |
| Екіпаж                     | 48 особи                                                                   | 48 особи                                                                   |
| Розміри                    |                                                                            |                                                                            |
| Довжина найбільша (по КВЛ) | 76,8 м                                                                     | 76,8 м                                                                     |
| Ширина корпусу найб.       | 6,9 м                                                                      | 6,9 м                                                                      |
| Висота                     | 9,6 м                                                                      | 9,6 м                                                                      |
| Середня осадка (по КВЛ)    | 4,7 м                                                                      | 4,7 м                                                                      |
| Водотоннажність надводна   | 1144 т                                                                     | 1144 т                                                                     |
| Озброєння                  |                                                                            |                                                                            |
| Артилерія                  | 1 × 88-мм палубна гармата SK C/32                                          | 1 × 88-мм палубна гармата SK C/32                                          |
| Торпедно- мінне озброєння  | 4 носових і два кормових ТА. 22 торпеди або 44 міни TMA чи 66 TMB          | 4 носових і два кормових ТА. 22 торпеди або 44 міни TMA чи 66 TMB          |
| ППО                        | 1 × 37-мм зенітна гармата SKC/30 2 (1 × 2) × 20-мм зенітні гармати FlaK 30 | 1 × 37-мм зенітна гармата SKC/30 2 (1 × 2) × 20-мм зенітні гармати FlaK 30 |

U-191 — німецький підводний човен типу IXC/40, часів  Другої світової війни.
Замовлення на будівництво човна було віддане 4 листопада 1940 року. Човен був закладений на верфі «AG Weser» у Бремені 2 листопада 1941 року під заводським номером 1037, спущений на воду 3 липня 1942 року, 20 жовтня 1942 року увійшов до складу 4-ї флотилії. За час служби також входив до складу 2-ї флотилії. Єдиним командиром човна був капітан-лейтенант Гельмут Фін.
За час служби човен зробив 1 бойовий похід, у якому потопив 1 судно.
Потоплений 23 квітня 1943 року у Північній Атлантиці південно-східніше мису Фарвель (56°45′ пн. ш. 34°25′ зх. д. / 56.750° пн. ш. 34.417° зх. д.) глибинними бомбами британського есмінця «Гесперус». Весь екіпаж у складі 55 осіб загинув.

## Потоплені та пошкоджені кораблі[3]
| Назва   | Тип        | Належність | Дата           | Тоннаж (БРТ) | Вантаж                      | Статус    | Місце                                                       |
| Scebeli | суховантаж | Норвегія   | 21 квітня 1943 | 3 025        | Баласт та 2300 мішків пошти | потоплено | 56°07′ пн. ш. 44°26′ зх. д. / 56.117° пн. ш. 44.433° зх. д. |